# Mordor
Mordor är ett fiktivt land i Sagan om ringen av J.R.R Tolkien. Det är Saurons mörka rike, och han har sin fästning Barad-Dûr inte långt ifrån Orodruin. En stor del av landet var täckt av vulkaniskt avfall från Orodruin, men vissa delar av landet kunde odlas, något Saurons slavar kunde dra nytta av.

## Etymologi
Mordor betyder "Det svarta landet" på det alviska språket sindarin och "Skuggornas rike" på quenya. Det sindarinska ordet mor betyder "Svart" och dôr betyder "land". Quenyas ord för "skugga" är "mordo". En trolig härledning till namnet Mordor är det fornengelska ordet morðor, som tidigare betydde "dödssynd" men som senare betydde "mord".
Namnet Mordor är översatt på kinesiska som "魔多" (mó duō) i de traditionella versionerna av Tolkiens romaner och filmer. Namnet kan översättas som "(en plats där) det finns många demoner". Den förenklade kinesiska versionen av filmen är översatt som "魔都" (mó dū), som betyder "demonernas huvudstad".

## Geografi
Mordor ligger mellan de båda bergskedjorna Ered Lithuis (Askbergen) och Ephel Duath (Skuggornas berg). De enda vägarna in går genom den svarta porten, Morannon, eller genom passet Cirith Ungol och rakt genom honmonstrets håla. Mordor är till större delen en öken som i hög grad påverkats av domedagsberget; askan och lavan har en stor inverkan på landskapet. Växtlighet saknas nästan helt, förutom i Morgai och i södra Mordor.
Gorgoroths högplatå täcker större delen av norra Mordor och utgjorde ett naturligt försvar. Där hade Sauron sina smedjor och gruvor. I söder låg saltsjön Nurnen som hade flera tillflöden. Vid sjöns södra ände arbetade ett stort antal slavar med att bruka jorden runt sjön för att förse Saurons tjänare med mat. Det sägs att aska som blåste från Domedagsberget gjorde jorden bördigare. Österut låg slätten Lithlad.
Området mellan Isengapet och Morannon kallas Udûn. Det var där Sauron hade sina flesta trupper stationerade uti fall att någon skulle försöka ta sig in i Mordor. Cirith Gorgor var också den enda vägen för Saurons stora arméer att ta sig fram igenom. Det var därför Sauron byggde Morannon för att på så sätt hindra fiender från att ta sig in och slavar att ta sig ut ur Mordor. Tillsammans med bergskedjorna Ephel Lithui och Ephel Dúath utgjorde det ett ypperligt försvar.
Man vet inte mycket om vad som finns i östra delen av Mordor. Man vet bara att området var kraftigt försvarat av flera gränsfort som låg nära landet Rhûn, ett land som var bundsförvant med Sauron. Men egentligen så var dessa fort till ingen nytta, eftersom för att komma dit så skulle man behöva passera längs Rhûns västra kant, som var starkt bevakat av östringar som patrullerade vägarna och gränserna till Mordor.
På så sätt var Mordors geografiska läge en utmärkt plats för försvar mot fiender som anföll på alla fronter, med hjälp av de ogenomträngliga bergen som skyddade Mordor på tre sidor. Men även om Mordor skulle bli bestormat av en armé, vilka skulle ha brutit sig igenom Morannon i norr, så skulle den torkade och förgiftade miljön plåga dessa soldater, vilka skulle vara tvungna att dra sig tillbaka inom ett par dagar.
Mordor gränsar till Gondor i väst, Rhûn i norr, Khand i öster och Harad i söder.

## Historia
Sauron bofaste sig i Mordor år 1000 under den andra åldern, och det förblev hans högborg för hans onda avsikter för hela Midgård. I 2500 år styrde Sauron oavbrutet över Mordor, och efter att ha smidit Den enda ringen var det därifrån som han påbörjade ett angrepp mot alverna i Hollin, stödda av Númenoreanerna. Efter det så kallade ”Akallabeth”, återvände Sauron till Mordor efter 1000 års krig med alverna och Númenoreanerna. Sauron styre avbröts ånyo när hans försök att störta Den sista alliansen av människor och alver misslyckades. Efter flera år av strider och belägringar kom den sista alliansens styrkor till Mordor. Sauron besegrades i en sista strid vid Domedagsbergets sluttningar.
Efter att Sauron besegrats byggde landet Gondor många vakttorn och fästen runt Mordor för att förhindra de onda varelserna i landet från att bryta sig ut. Dessa var länge bemannade men till slut, allt eftersom Gondors styrka försvagades under hela den Tredje Åldern, lämnades de tomma i många år. Sauron kom tillbaka och reparerade tornen och fästena samt fyllde dem med vaksamma tjänare. De förstördes i samband med Ringens undergång i slutet av tredje åldern. Under år 2951 i tredje åldern började fästningen Barad-dûr återuppbyggas då den förstördes av Den sista Alliansen. Det tog endast några decennier att återbygga det, troligtvis därför att grundvalarna redan fanns på plats.
Under Ringens Krig, mellan år 3018-3019, samlade Sauron alla sina styrkor i Mordor inför krig mot Midgårds folk. Efter Slaget vid Pelennors fält gick en armé från väst till Den svarta porten. Sauron sände sin armé för att förgöra denna armé, men då Frodo Bagger förstörde Den enda ringen störtades hela landet Mordor. Barad-dûr, Den svarta porten och Tändernas torn kollapsade i fördärvet. Domedagsberget flög i luften. Både Sauron och hans Ringvålnader tillintetgjordes och blev till skuggor som aldrig mer skulle resa sig igen.
Efter Saurons slutgiltiga nederlag blev Mordor mestadels tomt igen då de onda varelserna som bodde där tog till flykten eller nedgjordes. Men under kung Aragorns styre gavs allt land i södra Mordor till de tillfångatagna fienderna till Gondor som lindring för deras stora förlust.

## Domedagsberget

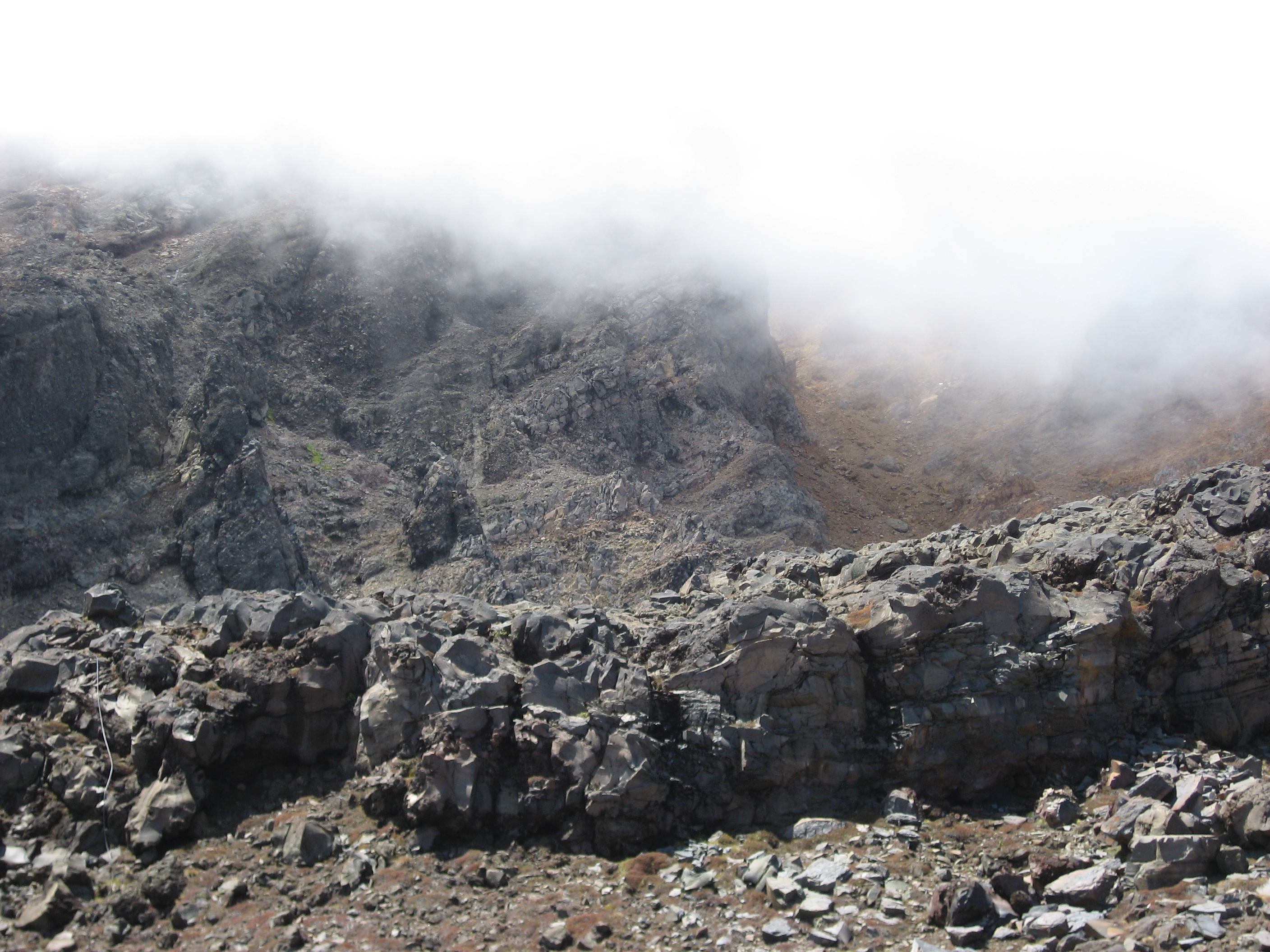
Tongariro nationalpark på Nya Zeeland användes som Mordor under filmningen av Trilogin om Härskarringen.

Domedagsberget (Domberget i nyöversättningen, Mount Doom på engelska) är en vulkan i Mordor. I Domedagsberget finns Domedagsklyftan (Domstöten i nyöversättningen, Crack of Doom på engelska), en klyfta där härskarringen ursprungligen blev smidd. Ringarnas herre handlar till större delen om hur Frodo försöker ta härskarringen tillbaka till Domedagsberget för att förgöra Ringen eftersom Domedagsklyftan är den enda platsen där det är tillräckligt varmt. På Tolkiens alvspråk sindarin har berget flera namn: Orodruin "Eldröda berget", Amon Amarth "Domberget".

## Befästningar

### Barad-dûr
Barad-dûr, från barad som betyder torn och dur som betyder mörk, är Saurons svarta torn. Barad-dûr heter Lugbúrz på det svarta språket. Barad-dûr byggdes av Sauron med hjälp av Ringen under Andra Tidsåldern. Tornet började byggas år 1600 och det tog 600 år att bygga. Han använde Den enda ringen för att stärka dess grundvalar, så att tornet kunde bli såpass högt. Det är gjort av adamant och järn och var svindlande högt.
Tornet belägrades från 3434 till 3441 av Sista Alliansen. Efter kriget förstörde stora delar av tornet men eftersom det var uppbyggt med hjälp av Den enda ringen kunde det inte förstöras helt. Endast om Ringen blev förintad skulle grundvalarna förstöras. Gondors kung Isildur behöll dock ringen han tog från Sauron, trots att han hade "möjlighet" att förstöra den, och grundvalarna till tornet stod därmed kvar.
Enligt filmerna om Sagan om Ringen var tornet över 5000 fot (1500 m) hög, och var således högre än Minas Tirith.

### Cirith Ungol
Cirith Ungol är ett fort som ligger på passagen i västra bergen av Mordor och är en av två ingångar till Mordors land (den andra är Morgulpasset). Passet var bevakat av tornet Cirith Ungol, byggt av män från Gondor efter Den sista alliansens krig men togs sedan över av orcher. Fortets huvudsakliga syfte var att försvara Ithilien och Minas Ithil (senare känd som Minas Morgul) från attacker av Saurons kvarvarande tjänare. Därför fanns två bastioner som riktades mot norr och sydöst. Det var också till för att stoppa Saurons tjänare från att desertera från Mordor. Gondor ockuperade fästningen troligen från år 1636 tredje åldern när Den stora pesten dödade stora delar av Gondors befolkning. Efter plågan blev aldrig Gondor ockuperat, men Cirith Ungol blev en ond plats och återtogs därför av Mordor. I böckerna om ringens krig blir Frodo tillfångatagen och förd till fortet.

### Durthang
Durthang är ett gammalt fort i norra Mordor. Det stod i norra Ephel Duath, på sluttningarna ovanför Isenport. Eventuellt var det från början byggt av Gondorianer efter Saurons fall vid slutet av den andra åldern, men intogs senare av Saurons styrkor.